# Shelburne (hrabstwo Chittenden)
Shelburne – jednostka osadnicza w Stanach Zjednoczonych, w stanie Vermont, w hrabstwie Chittenden.